# Dagmar Hagelin
Dagmar Ingrid Hagelin (Buenos Aires, 29 de septiembre de 1959 - El Palomar, Buenos Aires; 27 de enero de 1977) fue una estudiante argentina de ascendencia sueca herida y secuestrada por el Grupo de tareas 3.3.2 al mando del entonces teniente de la Marina Alfredo Astiz, durante la última dictadura cívico-militar argentina (1976-1983) y desaparecida desde entonces. Hay testimonios de personas que la vieron con vida en el centro clandestino de detención de la ESMA. El hecho generó un escándalo internacional que llevó casi a la ruptura de relaciones diplomáticas entre Suecia y Argentina. Por su vida pidieron personalmente Jimmy Carter, presidente de los Estados Unidos y el papa Juan Pablo II.

## Su vida
Dagmar Hagelin vivía en Buenos Aires con su madre y el esposo de ésta, Edgardo Waissman, abogado defensor de presos políticos. Su padre, Ragnar Hagelin, de padres suecos, había nacido en Chile y había sido naturalizado argentino (recién en 1989 adquirió la nacionalidad sueca).
Existen pocos datos sobre la vida de Dagmar. Algunos testimonios la recuerdan como «una atleta avanzada». Su padre la recuerda como:

...una chica llena de vida y de ilusiones; no estaba lejos de la edad de las muñecas; ella creía en la vida, en el amor, en la magia de las cosas cotidianas.

En 1977, Dagmar Hagelin estaba viviendo en una pensión ubicada en la Calle Bermúdez N° 5261, Villa Bosch, partido de Tres de Febrero.

## Su secuestro

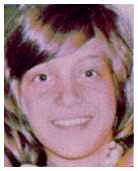
Dagmar Hagelin, en 1975.

Durante las vacaciones de verano de 1975 Dagmar había trabado amistad en Villa Gesell con Norma Burgos, esposa de Carlos Caride, un importante jefe de la organización guerrillera Montoneros. La relación se produjo a través del padrastro de Dagmar, Edgardo Waissman, quien había sido defensor de Carlos Caride en 1974.
La tarde del 26 de enero de 1977 el Grupo de tareas 3.3.2 de la ESMA, comandado por el entonces teniente Alfredo Astiz, detuvo en la calle a Norma Burgos. Este procedimiento fue registrado en un acta por la policía de Morón, mostrada al día siguiente al padre de Dagmar. Esa misma noche el grupo allanó la vivienda de Burgos ubicada en la calle Sgto. Cabral 317 de El Palomar (Gran Buenos Aires) donde vivía con sus padres. Interrogada por los militares, Norma Burgos dijo que al día siguiente recibiría la visita de María Antonia Berger, una importante dirigente del grupo Montoneros de la zona oeste y parte del grupo se quedó a esperarla.
El 27 de enero de 1977, a las 8:30 de la mañana, Dagmar Hagelin fue a visitar a Norma Burgos en su casa. Los militares la confundieron con María Antonia Berger, debido a su fenotipo nórdico y le apuntaron con las armas dándole la orden de alto. La respuesta de Dagmar fue salir corriendo por la calle Pampa. En su persecución fueron Astiz y el cabo Peralta, quienes le reiteraron la orden de alto antes de dispararle. Dagmar recibió entonces una bala en la cabeza disparada por Astiz, cayendo boca abajo sobre la acera. Las fuerzas represivas detuvieron entonces un taxi Chevrolet, chapa-patente C-086838, conducido por Jorge Eles, donde Dagmar Hagelin fue introducida en el maletero. Según los numerosos testigos que presenciaron la acción Dagmar se encontraba viva y consciente, pues intentó frenar con sus manos la tapa del maletero antes de cerrarse.

## Su desaparición
Ragnar Hagelin, el padre de Dagmar, comenzó a preocuparse por su hija ese mismo mediodía, cuando no llegó para almorzar. El padre de Norma Burgos y los vecinos le contaron lo sucedido. El Sr. Hagelin se dirigió entonces a la Subcomisaría del Palomar donde el Subcomisario Rogelio Vázquez le informó que «había sido un operativo oficial de las Fuerzas Armadas». Esa misma noche se dirigió a la central policial de Morón donde el Jefe de Policía le mostró un acta del día anterior donde constaba que la Marina había pedido "area libre", informándole que se trataba de un grupo de la ESMA. Al día siguiente, a primera hora, Ragnar Hagelin denunció el hecho en la Embajada de Suecia, interviniendo el embajador Bertie Kollberg, quien confirmó personalmente que Dagmar había sido detenida por las Fuerzas Armadas con la policía de Morón y el Ministerio de Relaciones Exteriores.
A partir de ese momento, a pesar de la incansable labor de su padre, todas las gestiones ante el gobierno argentino para establecer el paradero y obtener la liberación de Dagmar serían inútiles e intencionalmente demoradas u obstruidas por las autoridades militares. No solo el primer ministro sueco exigió que se informara sobre la situación de Dagmar Hagelin, sino también personalmente el presidente de los Estados Unidos James Carter y el papa Juan Pablo II, sin obtener resultado alguno.
Por este motivo Suecia llegó a retirar su embajador en Buenos Aires y a punto de interrumpir relaciones diplomáticas con la Argentina.
En julio de 1977 el régimen militar sostuvo que Dagmar Hagelin era en realidad una guerrillera perteneciente a Montoneros que se encontraba prófuga.
La desaparición de Dagmar Hagelin junto con las de las monjas francesas Léonie Duquet y Alice Domon tuvieron, desde un primer momento, un gran impacto en la opinión pública mundial y se constituyeron como casos testigo para el conocimiento en el exterior del estado de violación masiva de derechos humanos que se estaba produciendo en la Argentina.

## Su búsqueda
Ragnar Hagelin ha buscado a su hija y exigido que se castigue a los culpables de su secuestro y seguro asesinato sin cesar desde el mismo día de su desaparición.
En noviembre de 1979, la opinión pública mundial conoció por primera vez testimonios directos de los campos de concentración en la Argentina, a través de las declaraciones de tres liberadas que habían estado en la ESMA: Ana María Martí, Alicia Milia de Pirles y Sara Solarz de Osatinsky. La prensa sueca dijo entonces que "Dagmar fue arrojada al mar", pero ninguna de las tres conocía nada sobre la suerte de la joven. Sin embargo Pirles y Osatinsky dieron a conocer una información decisiva: que Norma Susana Burgos también había sido liberada y estaba en Madrid. 
Las autoridades suecas tomaron entonces contacto con Norma Burgos, quién prestó un testimonio decisivo el 13 de diciembre de 1979. Contó que mientras estaba detenida en la ESMA, vio y habló con Dagmar Hagelin en tres oportunidades, el mismo 27 de enero en que la joven fue secuestrada y nuevamente, dos o tres días después y al finalizar la primera semana de febrero. En las dos primeras ocasiones Dagmar se encontraba consciente en una camilla en la enfermería del sótano. Presentaba una herida un poco más arriba del arco superciliar izquierdo, un derrame rojizo bajo sus ojos y no podía controlar esfínteres. Llegó a preguntarle como estaba y Dagmar contestó algo equivalente a "a pesar de todo me siento bien". La última vez que la vio fue en el tercer piso, levantándose la capucha por un pocos segundos: Dagmar estaba en una habitación sola, de pie y con un camisón o bata floreada. Aproximadamente el 10 de febrero, Burgos vio que la habitación en la que se encontraba Dagmar estaba vacía y logró que un custodio le informara que había sido trasladada individualmente. Burgos declaró también que:

...a diferencia de otros casos que solían ser referidos en los diálogos entre los captores y entre estos y sus prisioneros, nunca nadie más hizo mención a la suerte corrida por Dagmar Ingrid Hagelin.

Norma Burgos incluso, tenía la blusa que Dagmar tenía puesta cuando fue secuestrada y llevada a la ESMA, y se la entregó al padre.
En su testimonio Burgos brindó otro dato fundamental, al individualizar a la persona que disparó contra Dagmar y conducía el grupo que la secuestró: Alfredo Astiz.
El 8 de abril de 1980, el ministro de Relaciones Exteriores de Suecia informó al Parlamento sobre el caso Dagmar Hagelin, sintetizando la actitud del gobierno argentino con estas palabras:

El gobierno argentino ha mentido y sigue mintiendo. La respuesta es insatisfactoria e inaceptable.

En junio de 1983, Ragnar Hagelin y su familia, que se habían radicado en Suecia debido a las amenazas que recibían en la Argentina, volvieron al país esperanzados con la posibilidad de las elecciones generales y democráticas.

## Juicios contra los culpables
El 12 de enero de 1984, Ragnar Hagelin, acompañado por periodistas de la revista La Semana entrevistó a Raúl Vilariño en Punta del Este, Uruguay. Vilariño era un represor de la ESMA que dijo haber visto a Dagmar en Mar del Plata, en un centro clandestino de detención llamado "centro de recuperación". Sostuvo que la joven estaba en silla de ruedas. Ragnar Hagelin encontró los restos del centro en una confitería llamada "Villajoyosa", en Camet, ubicada frente al mar, donde también encontró inscriptas en un tronco las iniciales D.H., pero sin poder determinar si habían sido talladas por Dagmar.
Pocos días después de que el nuevo presidente democrático, Raúl Alfonsín, asumiera el poder el 10 de diciembre de 1983, en enero de 1984, se inició la causa Dagmar Ingrid Hagelin en el Juzgado Penal N.º 4 de Morón (Buenos Aires), a cargo del juez Luis María Chichizola. Inmediatamente el Consejo Supremo de las Fuerzas Armadas le informó que el caso había sido juzgado en secreto por la justicia militar y que había sido sobreseído.
En 1985 se realizó el Juicio a las Juntas, en el que el caso de Dagmar Hagelin era uno de los casos testigo que fueron utilizados para condenar a sus integrantes. En 1990 todos los condenados fueron indultados por el presidente Carlos Menem.
La causa penal contra Astiz por la desaparición de Dagmar Hagelin fue cerrada en 1986 por considerar que la causa había prescrito. Alfredo Astiz quedó sin posibilidad de ser juzgado por este caso.
Desde entonces Ragnar Hagelin y su abogado el dirigente político de izquierda Luis Zamora, han insistido tenazmente en la reapertura de la causa habiendo sufrido dos rechazos de la Corte Suprema de Justicia. 
En 1998, Ragnar Hagelin y otros familiares de desaparecidos en la ESMA consiguieron que la justicia argentina investigara qué le había sucedido a sus familiares, aunque sin posibilidad de condenar a los culpables. Estos juicios se conocieron con el nombre de juicios por la verdad. En ese marco se formalizó el testimonio de Mercedes Carazo, quien ya había realizado declaraciones a la televisión sueca en 1996. Carazo fue una detenida desaparecida en la ESMA que debió convertirse en amante de uno de los principales represores, Antonio Pernías. Declaró que no solo vio a Dagmar en la ESMA sino que oyó a Pernías y el Tigre Acosta, jefe de la ESMA, decir que su secuestro había sido fruto de un error, debido a que fue confundida con María Antonia Berger, y que luego decidieron matarla debido a la alta exposición mundial. 
Sobre la declaración de Carazo el padre de Dagmar reflexionaba lo siguiente: 

Carazo le dijo a la televisión sueca que había hablado sobre el caso de mi hija con el propio Pernías y con el "Tigre" Acosta, y que ellos reconocían que habían cometido un error. Que esperaban a María Antonia Berger y que la confundieron con Dagmar, pero que como estaban en una situación difícil por la presión diplomática internacional decidieron profundizar el error matándola... la fecha en que la mujer dice haber visto a Dagmar en la ESMA tiene una trascendencia terrible. Es que Carazo dice que este encuentro se produjo entre febrero y marzo de 1977... A mi hija la llevaron el 27 de enero y lo sabemos concretamente porque el gobierno sueco nos facilitó información confidencial que indica que estuvo viva hasta la segunda quincena de febrero. El rastro se perdió por esa fecha.

El 18 de agosto de 2006, la Cámara de Casación Penal, aceptó el trámite de la reapertura de la investigación de lo ocurrido con Dagmar Hagelin por considerarla delito de lesa humanidad y como tal imprescriptible. El 24 de abril de 2009 los ex marinos Alfredo Astiz y Jorge “Tigre” Acosta, entre unos 30 acusados, fueron procesados por el secuestro y desaparición de la joven sueca Dagmar Hagelin durante la última dictadura militar. El juez federal Sergio Torres dictó los procesamientos en el marco de la megacausa ESMA. La joven fue secuestrada el 27 de enero de 1977. Además, Torres impuso embargos de 1 millón de dólares a cada marino.